# 新川哲雄
新川 哲雄（しんかわ てつを、1946年 - ）は、日本の哲学者、日本思想史学者、日本仏教研究者。学習院大学文学部哲学科名誉教授。東京都世田谷区出身。
主な研究対象は平安時代の天台宗・天台密教思想、特に安然の成仏論や、証真の研究、および神祇信仰である。さらに、芸道、特に世阿弥の研究でも知られている。
学生時代の指導教授は、筧泰彦である。
主著『安然の非情成仏義研究』のあとがきによれば、1980年に、謡曲の「草木国土悉皆成仏」の句へ興味を持ち、そこから仏教教理における、非情成仏義の研究へと進んだという。
所属学会は、日本思想史学会、日本印度学仏教学会、日本倫理学会、日本宗教学会、学習院大学哲学会など。

## 略歴
- 1971年3月 学習院大学文学部哲学科卒業
- 1973年3月 学習院大学大学院人文科学研究科哲学専攻修士課程修了
- 1979年4月 学習院大学文学部哲学科専任講師に着任、助教授を経て、教授
- 2013年3月 学習院大学文学部哲学科を退職

## 教え子
- 島田健太郎（学習院大学）
- 小平美香（学習院大学）
- 清水邦彦（金沢大学教授）
- 加藤みち子（中村元東方研究所）
- 林東洋（学習院大学）
- 松波直弘（学習院大学准教授）

## 著書
- 『人間世阿弥 ある申楽者の思念』芸立出版、1977年。ISBN 4-87466-007-X
- 『生きたるものの思想 日本の美論とその基調』ぺりかん社、1985年5月。ISBN 4-8315-0362-2
- 『日本文化の基調 「道」の観念』文化書房博文社、1986年6月。（廣田繁・大多和昭彦との共著）
- 『安然の非情成仏義研究』学習院大学叢書23、1992年3月（非売品）。